# Epibarkiella
× Epibarkiella, (abreviado Epbkl) en el comercio, es un híbrido intergenérico entre los géneros de orquídeas Barkeria × Epidendrum × Nageliella. Fue publicado en Orchid Rev.  91(1076) cppo: 12 (1983).